# Упемба (озеро)
Упемба (фр. Lac Upemba) — пресное озеро в провинции Верхнее Ломами Демократической Республики Конго. Площадь 530 км², максимальная глубина 4 м. Известно своими плавучими островами, образованными папирусом и другими плавучими растениями.

## География и гидрография
Озеро расположено на высоте 580 м над уровнем моря в провинции Верхнее Ломами, на территории национального парка Упемба, недалеко от города Букама и реки Луалабы — истока реки Конго. Длина 29 км, максимальная ширина 26 км, площадь 530 км². Мелководно, минимальные глубины менее 1 м, максимальная — 4 м, общий объём — 0,9 км³.
Озеро находится в большой заболоченной впадине, носящей то же название (иначе называется Камалондо). Крупнейшее из примерно 50 озёр на территории этой впадины (вторым по территории является расположенное к северу от него озеро Кисале площадью 300 км²).
Упемба и другие озёра впадины Камалондо известны своими плавучими островами, образованными папирусом и другими плавучими растениями. Заболоченные берега и плавучие острова озера Упемба в начале XXI века стали пристанищем примерно для 15 тысяч беженцев, вынужденных покинуть родные места в результате военного конфликта в Киву. Массовый приток беженцев поставил данный район на грань голода, что усугублялось ограничениями на рыбную ловлю в озере Упемба.